# H3 (pel·lícula)
H3 és una pel·lícula de 2001 dirigida per Les Blair, sobre la vaga de fam irlandesa de 1981 a la presó de Maze, a Irlanda del Nord, els esdeveniments que la van conduir i els desenvolupaments posteriors en la lluita dels reclusos per l'estatus de presoner de guerra. L'obra va ser escrita per Brian Campbell i Laurence McKeown, quw va ser un antic voluntari de l'IRA Provisional que va participar en la vaga de fam.

## Repartiment
- Brendan Mackey com a Seamus Scullion
- Dean Lennox Kelly com a Ciaran
- Aidan Campbell com a Declan
- Tony Devlin com a Madra
- Kevin Elliot com a Liam
- Mark O'Halloran com a Bobby Sands
- Sean McDonagh com a Proinsias
- Fergal McElherron com a Francis Hughes
- Mark McCrory com a Morton
- Dan Gordon com a Simpson
- Gerry O'Brien com al governador

## Premis
La pel·lícula va ser nominada a quatre guardons i va guanyar un d'ells, el premi Golden Rosa Camuna al Bergamo Film Meeting. El 2002 també va guanyar els guardons Script Prize i Special Mention-Feature Film. El 2003, als premis IFTA, va ser nominada en les categories de Millor fotografia (pel·lícula i televisió) i Millor so (pel·lícula i televisió).